# رودولف مورادیان
رودولف مورادی مورادیان (ارمنی: Ռուդոլֆ Մուրադի Մուրադյան؛ زادهٔ ۱۹ ژوئن ۱۹۳۶) فیزیک‌دان نظری اهل ارمنستان که آثاری در زمینه‌های فیزیک ذرات بنیادی، ریاضی فیزیک و کیهان‌شناسی داشته‌است. وی در سال ۱۹۸۸ به همراه آلبرت تاوخلیزده و ویکتور ماتویف به خاطر کشف قواعد شمارس کوارک ابعادی (به انگلیسی: Dimensional Quark Counting Rules) موفق به دریافت جایزه لنین شد.

## زندگی‌نامه
در ۱۹ ژوئن ۱۹۳۶ در ایروان به دنیا آمد. از دانشگاه دولتی مسکو فارغ‌التحصیل شد. وی عضو فرهنگستان ملی علوم ارمنستان نیز می‌باشد. وی از سال ۱۹۹۶ در برزیل زندگی می‌کند.